# Emma Steinbakken
Emma Steinbakken (Jessheim, 10 maart 2003) is een Noors zangeres. Met het nummer Jeg glemmer deg aldri scoorde ze in 2021 een nummer één hit in Noorwegen.

## Biografie
Steinbakken werd ontdekt toen ze op veertienjarige leeftijd de hoofdrol speelde in een musicalproductie van Annie in haar geboorteplaats Jessheim. Een jaar later bracht ze haar debuutsingle Not Gonna Cry uit, die één miljoen keer werd bekeken op het platform YouTube.
In 2019 bracht Steinbakken meerdere singles uit en in oktober volgde haar debuut ep getiteld Emma Steinbakken. Ze werd genomineerd voor een P3 Gull in de categorie nieuwkomer van het jaar. Steinbakken trad op meerdere Noorse festivals op en bracht in 2020 meerdere singles uit. Het nummer Wow, een samenwerking met Matoma, wist de buitenlandse hitlijsten te behalen. De single Stay with me was te horen in de Netflix televisieserie Home for Christmas.
Een jaar daarop scoorde Steinbakken haar eerste nummer één hit met de Noorstalige single Jeg glemmer deg aldri. Het nummer is een cover van Eg gløymer deg aldri van Hellbillies. Deze single was eveneens te horen in het tweede seizoen van de televisieserie Rådebank waarna het in februari 2021 de eerste plaats behaalde in de Noorse hitlijsten. Steinbakken was te zien in het dertiende seizoen van Hver gang vi møtes in 2022.  Hier zong ze het nummer Floden van Bjørn Eidsvåg. Hiermee haalde ze opnieuw de eerste plek van de Noorse hitlijsten. De single Deliliah, een samenwerking met Isah, was de derde nummer één hit voor Steinbakken.
In juni 2023 bracht Steinbakken haar debuutalbum Home uit waarmee ze de tweede plaats behaalde in de Noorse albumlijsten. Een compilatie van haar Hver-gang-vi-møtes-bijdragen wist de vierde plaats te bereiken. Door de P3 Gull muziekprijzen werd Steinbakken uitgeroepen tot artiest van het jaar.

## Discografie

### Ep's
- 2023: Home

### Singles
- 2019: Without you
- 2019: Young
- 2019: Not gonna cry
- 2019: Never forgiving
- 2020: Let's blow our feelings up with dynamite
- 2020: Dance
- 2020: September
- 2020: Wow (met Matoma)
- 2020: Stay with me
- 2021: Jeg glemmer deg aldri (fra Rådebank)
- 2021: Self
- 2021: Sorry
- 2021: Not You (met Alan Walker)
- 2022: Hopelessly Hopeless
- 2022: This one's on me
- 2022: Floden
- 2023: BlimE
- 2023: For vår jord
- 2023: Show me
- 2023: Delilah
- 2023: Mysteriet deg
- 2023: Drukne (met Bjørn Eidsvåg)
- 2023: Parents
- 2023: Home
- 2023: Evig og alltid (met Vinni)
- 2023: Used to love you
- 2023: Cold
- 2023: Hold my breath
- 2023: Peace
- 2023: Hjemme for meg